# Leonid Klockow
Leonid Gierasimowicz Klockow (ros. Леонид Герасимович Клёцков, ur. 12 maja 1918 we wsi Szylina w obwodzie witebskim, zm. 14 lipca 1997 w Mińsku) – radziecki działacz partyjny, Bohater Pracy Socjalistycznej (1976).

## Życiorys
Początkowo był nauczycielem i kierownikiem czytelni w obwodzie witebskim, później przewodniczącym rady wiejskiej, sekretarzem rejonowego komitetu wykonawczego i rejonowego komitetu Komsomołu. Od 1940 członek WKP(b), 23 lipca 1941 powołany do Armii Czerwonej, walczył na Froncie Zachodnim i Froncie Briańskim, od 1943 w 65 Armii Frontu Centralnego, Białoruskiego, 1 i 2 Białoruskiego. Uczestnik bitwy o Dniepr, operacji homelsko-rzeczyckiej, kalenkowiczo-mozyrskiej, wschodniopruskiej, pomorskiej i berlińskiej, sekretarz pułkowej organizacji komsomolskiej, od października 1944 pomocnik szefa wydziału politycznego sekcji specjalnej armii. W 1947 zdemobilizowany w stopniu kapitana, od 1947 sekretarz Komitetu Obwodowego Komsomołu w Mołodecznie, od 1952 I sekretarz Komitetu Rejonowego Komunistycznej Partii (bolszewików) Białorusi/Komunistycznej Partii Białorusi w Oszmianie, 1955 zaocznie ukończył Wyższą Szkołę Partyjną przy KC KPZR. Od 1960 kierownik wydziału Komitetu Obwodowego KPB w Mińsku, później sekretarz tego komitetu, przewodniczący Komitetu Kontroli Partyjno-Państwowej, zastępca przewodniczącego Obwodowego Komitetu Wykonawczego w Mińsku, od 1966 kierownik Wydziału KC KPB ds. Pracy Kadrowej. Od 16 września 1972 do 15 listopada 1989 I sekretarz Komitetu Obwodowego KPB w Grodnie, od 1989 inspektor KC KPB, od 1991 na emeryturze. W latach 1966–1990 członek KC KPB, 1976–1981 członek Centralnej Komisji Rewizyjnej KPZR, 1981–1990 zastępca członka KC KPZR. W latach 1974–1989 deputowany do Rady Najwyższej ZSRR od 9 do 11 kadencji, 1989–1991 deputowany ludowy ZSRR. W latach 1959–1963 i 1967-1975 deputowany do Rady Najwyższej Białoruskiej SRR.

## Odznaczenia
- Medal Sierp i Młot Bohatera Pracy Socjalistycznej (27 grudnia 1976)
- Order Lenina (trzykrotnie – 12 grudnia 1973, 27 grudnia 1976 i 11 maja 1988)
- Order Rewolucji Październikowej (26 marca 1982)
- Order Wojny Ojczyźnianej I klasy (11 marca 1985)
- Order Czerwonego Sztandaru Pracy (trzykrotnie – 13 czerwca 1966, 27 sierpnia 1971 i 17 lipca 1986)
- Order Wojny Ojczyźnianej II klasy (19 maja 1945)
- Order Czerwonej Gwiazdy (dwukrotnie – 23 lutego 1944 i 12 lipca 1944)
- Order „Znak Honoru” (dwukrotnie – 28 października 1948 i 18 stycznia 1958)

I medale.